# Helsinská tramvajová zahrada
Helsinská tramvajová zahrada je eco art projekt uskutečněný v roce 2012 na jehož tvorbě se aktivně účastnila veřejnost. Původně šlo o tramvaj, která projížděla po finské metropoli Helsinky jako obohacení veřejné zeleně, kdy byly i vybírány rostlinné příspěvky od pasažérů. Sbírka různorodých rostlin pak dala základ výsadbě, která úpravou připomínala horskou dráhu v Linnanmäki Amusement Park. Helsinská tramvajová zahrada byla zhotovena poblíž elektrárny Suvilahti (Suvilahti - Parrukatu, 00540 Helsinki).
Realizaci projektu provedla společně s místní ekologickou organizací Dodo společnost Wayward Plants na zakázku organizace British Council v souvislosti s výstavou  tematizovanou designem. Úprava byla doprovázena dalšími akcemi které měly podpořit téma ozeleňování města a zapojení obyvatel, při kterých se zapojily místní organizace. Při vytváření byla instalace zhotovena z materiálů jako je použité stavební dřevo. Místo bylo po ukončení akce upraveno jako park.